# Aeroportul Ladysmith
Aeroportul Ladysmith (IATA: LAY, ICAO: FALY) este un aeroport din Ladysmith, Emnambithi-Ladysmith Local Municipality⁠(d), Uthukela District Municipality⁠(d), Provincia KwaZulu-Natal, Africa de Sud.
Situat la o altitudine de 1.081 m, aeroportul dispune de o singură pistă.